# Консервативная партия Канады
Консервати́вная па́ртия Кана́ды (КПК) (англ. Conservative Party of Canada, фр. Parti conservateur du Canada) — канадская политическая партия, основанная в декабре 2003 года слиянием Канадского союза и Прогрессивно-консервативной партии Канады. В настоящее время эта партия имеет статус официальной оппозиции в Палате общин после всеобщих выборов 2015 года.

## Партии-предшественницы
Несмотря на своё недолгое существование, Консервативная партия является наследницей многих консервативных партий, когда-либо работавших в Канаде, в том числе Либерально-консервативной партии, основанной в 1854 году Джоном А. Макдональдом и Жорж-Этьеном Картье (в 1880-х эта партия стала Консервативной партией). Наподобие этой партии (и Консервативной партии Соединённого королевства) она имеет прозвище «Партия Тори», а её члены также называются «тори» (причём намного чаще в англоязычных СМИ, чем во франкоязычных). Законной наследницей старых партий она является также в силу того, что ей принята на баланс собственность и взята на себя ответственность Прогрессивно-консервативной партии.
Питер Маккей и многие другие бывшие депутаты, в том числе Брайан Малруни, видят КПК как естественное развитие консервативного политического движения в Канаде. Маккей высказал мнение, что КПК воплощает воссоединение различных консервативных идеологий под одним «большим шатром». Маккей часто говорил, что с 1890-х годов подразделения являются частями канадского консервативного движения и что слияние было действительно восстановлением движения, существовавшего со времён Верхней и Нижней Канады.
Партия социального кредита, Реформистская партия, Канадский союз были идейными предшественниками консерваторов.

## Идеология
Новая Консервативная партия — это смесь двух разных видений консерватизма в Канаде. На протяжении большей части своей истории Прогрессивно-консервативная партия проповедовала традиционную философию Red Tory (социальные программы, субсидируемые государством), отвергала тесные связи с США и пыталась формировать Канаду скорее по образу британских учреждений. Консерватизм Канадского Запада, воплощённый Канадским альянсом, больше вдохновлялся американским консерватизмом; он ратовал за более близкие связи с США, философию Blue Tory, приватизацию, сокращение роли государства, за реформу политических учреждений (по образу Австралии и США), а также за более децентрализованный федерализм (более ограниченное правительство в Оттаве и более автономные провинции — положение, за которое ратует и Брайан Малруни). Новая партия в целом ратует за экономический подход, основанный на рыночной экономике.
Партия особенно сильна на Канадском Западе; значительное число депутатов и активистов партии происходит из канадских Прерий, и влияние этих областей, которое сформировало Реформистскую партию Канады, в некоторой степени присутствует и в новой партии, несмотря на то что она отказалась от большинства социально-консервативных и популистских мер своей предшественницы. Она обращает внимание скорее на экономические, военные вопросы, «закон и порядок» и вопросы о демократической реформе и правительственной этике. В отличие от прежних прогрессистов-консерваторов, партия испытывает большее влияние Blue Tory. Премьер-министр Стивен Харпер — ярый защитник бюджетно-налогового консерватизма, сторонник экспансии и модернизации Канадских вооружённых сил. Он также защитил некоторые социально-консервативные точки зрения, такие как возражение против однополых браков.
Объединение знаменует новейший этап развития консерватизма в Канаде; старая Консервативная партия, основанная лоялистами, выступала против свободной торговли и интеграции с США, предпочитая подражать британским политическим образованиям. Под управлением Брайана Малруни партия решает делать упор на силы рыночной экономики и подписывает историческое соглашение о свободной торговле с США.
Партия определяется иногда своими противниками как простое подобие Республиканской партии США и Консервативной партии Соединённого королевства. В действительности, во многих вопросах у партий существуют заметные расхождения, и они схожи лишь своей принадлежностью к международному форуму консервативных политических партий — Международному демократическому союзу.

## История
15 октября 2003 года, после серии тайных встреч между Канадским альянсом и Прогрессивно-консервативной партией Стивен Харпер (глава Канадского альянса) и Питер Маккей (глава Прогрессивно-консервативной партии) объявляют о предварительном соглашении о слиянии их партий для создания новой Консервативной партии Канады. Соглашение заключено после многих месяцев переговоров между представителями прогрессистов-консерваторов Доном Мазанковским, Биллом Дэвисом и Лойолой Хёрн и представителями альянса Рэем Спикером и сенатором Джерри Сен-Жерменом.
5 декабря предварительное соглашение подтверждено членами Канадского альянса при соотношении 96 % против 4 % на референдуме, проводившемся по почте. 6 декабря Прогрессивно-консервативная партия проводит серию областных съездов, на которых уполномоченные голосуют за предложение при соотношении 90 % против 10 %. 7 декабря 2003 года новая партия официально регистрируется избирательной службой Канады. 20 марта 2004 года Стивен Харпер избран для руководства новой партией.
Слияние — это вершина канадского движения объединения правых, возникшего из желания представить надёжную действенную альтернативу Либеральной партии Канады; создана новая партия, обеспеченная поддержкой со стороны правых избирателей всех областей Канады и не раздробляющая их голоса. Такое раздробление избирателей способствовало, по крайней мере, отчасти, победам либералов на выборах 1997 и 2000.

### Полемика
Процесс слияния вызвал некоторую полемику. На съезде выдвижения Прогрессивно-консервативной партии Канады в 2003 Питер Маккей подписывает соглашение со своим соперником Дэвидом Орчердом, исключающее всякое слияние с партией альянса; к тому же, Орчерд оспаривает слияние в судах, но безуспешно. По правилам избрания главы ПКП, новая объединённая Консервативная партия оказалась должна Орчерду 70 000$. Этот долг был признан адвокатами КПК законным, однако, выплата этой суммы задерживается до решения законных споров между партией и Орчердом.
После слияния четыре прогрессиста-консерватора — Андре Башан, Джон Херрен, Скотт Брисон (бывший кандидат на выдвижение от ПКП) и бывший премьер-министр Джо Кларк — отказываются присоединиться к объединённому кокусу, а председатель из ПКП, Брак Истон, объявляет о своём намерении голосовать на выборах за либералов из-за своих опасений насчёт руководства Харпера. Брисон выходит из партии и примыкает к либералам; немного позднее он получает должность парламентского секретаря в правительстве Пола Мартина и назначается в совет министров после федеральных выборов 2004 года. Херрен также выдвигается на выборах как либеральный кандидат, но до этого не включается в либеральный кокус; в его округе его побеждает кандидат-консерватор Роб Мур. Башан и Кларк вдвоём покидают Палату общин по завершении сессии. На выборах 2004 года Джо Кларк с нерешительностью оказал поддержку скорее Полу Мартину, чем Стивену Харперу. Кларк предпочитает частным образом поддерживать кандидатов различных политических направлений: например, новодемократа Эда Бродбента, либерала Энн Маклеллан и консерватора Джима Прентиса.
Бывший депутат альянса Кис Мартин (бывший кандидат на выдвижение от Канадского альянса) также покидает партию 14 января. Он сохраняет своё место на выборах 2004 года, переизбравшись под знаменем Либеральной партии. В 38-й легислатуре (2004—2005) он работает в качестве парламентского секретаря Билла Грэма, министра государственной обороны. В 2006 он был переизбран.
К тому же, трое сенаторов — Уильям Дуди, Норман Аткинс и Лауэлл Мюррей — решают не вступать в новую партию и продолжают заседать в верхней палате как прогрессисты-консерваторы.
В первые месяцы существования КПК два депутата-консерватора гласно выражают своё недовольство руководством, политикой и процедурами новой партии. Рик Бороцик, бывший прогрессист-консерватор, открыто критикует управление партией и официально уходит из политики в конце весенней парламентской сессии 2004 года.
Чак Кэдмен, бывший депутат альянса, отвергает процедуры назначения кандидатов, когда проигрывает выдвижение консерваторов в своём округе стороннему кандидату. В конце мая он исключён из Консервативной партии. После переизбрания он остаётся единственным независимым в парламенте меньшинства до исключения Кэрлин Пэрриш из либерального кокуса в ноябре 2004 года. В июле 2005 года Кэдмен умирает от рака.
Наконец, немного позднее федеральных выборов 2004 года сенатор-консерватор Жан-Клод Риве покидает КПК, чтобы заседать в Сенате в качестве независимого, и оценивает новую партию как слишком правую и слишком нечувствительную к потребностям и интересам Квебека.

### Выборы главы
Стивен Харпер избран главой партии 20 марта 2004 года, в первом же туре победив Тони Клемента, бывшего члена-консерватора в кабинете Онтарио, и Белинду Странек, бывшего генерального директора Magna International.
Некоторые активисты-консерваторы надеялись привлечь для управления партией бывшего премьер-министра Онтарио Майка Харриса, но он отклонил это предложение, как и премьер-министр Нью-Брансуика Бернард Лорд и премьер-министр Альберты Ральф Клейн. Бывший глава прогрессистов-консерваторов, Питер Маккей, и бывший депутат альянса и глава Демократического представительного кокуса Чак Строл также объявили, что не будут участвовать в этой борьбе. Джим Прентис, в 2003 году ставший вторым в борьбе за место руководителя старой ПКП, вступил в эту борьбу в середине декабря, но сдался в середине января из-за сложности вовремя собрать фонд после первого поражения в ПКП.

### Федеральные выборы 2004
Два месяца спустя после избрания Харпера в руководство партии либеральный премьер-министр Пол Мартин объявляет о выборах, назначая их на 28 июня 2004 года. Однако внутренние споры и следствие по скандалу о финансировании значительно сокращают популярность правящей Либеральной партии в период между слиянием двух старых консервативных партий и выборами нового главы. Это позволяет консерваторам лучше подготовиться к борьбе, в отличие от выборов 2000 года, когда некоторые предсказывали дату выборов на начало октября. Впервые со времён выборов 1984 года либеральное правительство оказывается лицом к лицу с объединённым консервативным фронтом.
Кампания превосходит ожидания консерваторов, опросы показывают рост популярности новой партии; некоторые социологи предсказывают избрание консервативного правящего меньшинства. Однако даже в пик своей популярности новой партии не удаётся завоевать столько поддержки, сколько имели две её партии-предшественницы, вместе взятые. К тому же, некоторые споры и пересуды влиятельных членов КПК мешают усилиям Харпера представить образ умеренной и разумной партии, способной стать приемлемой альтернативой либералам.
Особенно заметны многочисленные споры и пересуды депутатов-консерваторов. Депутат от Онтарио Скотт Рейд как представитель консерваторов по вопросу об официальных языках в начале кампании высказывает своё мнение, что политика официального двуязычия нереалистична и требует реформ. Депутат от Альберты Роб Меррифилд, представитель партии по вопросам здравоохранения, считает, что женщины должны обязательно проходить семейную терапию до разрешения на аборт. Британо-колумбийский депутат Рэнди Уайт к концу кампании выражает желание прибегнуть к положению об отступлении канадской конституции, чтобы не принимать во внимание Канадскую хартию прав и свобод в вопросе об однополом браке. Черил Гэлент, депутат от Онтарио, сравнивает аборт с терроризмом.
Консерваторы Харпера по итогам выборов имеют значительный парламентский кокус из 99 депутатов, тогда как либералы сокращены до правящего меньшинства из 133 депутатов; это обязывает либералов заручиться поддержкой, как минимум, 23 депутатов от оппозиции, чтобы обеспечить принятие своих законопроектов. Итоги народного голосования, наоборот, хуже совместных итогов Альянса и ПКП в прошлые федеральные выборы.

### Мартовский съезд 2005 в Монреале
В 2005 некоторые политические аналитики, в том числе бывший прогрессивно-консервативный социолог Алан Грегг и журналист Торонто Стар Шанталь Эбер, считают, что после следующих выборов будет возможно создание консервативного правительства, если партия сформирует на своём учредительном съезде умеренную и чётко определённую политику.
На съезде партия отказывается от большей части социально-консервативных мер Канадского альянса, оставляя из них лишь сопротивление однополому браку. Она сохраняет, однако, свои популистские предложения вроде демократической реформы, большей децентрализации провинций, сокращения налогов и роли государства.

### Выход из партии Белинды Стронак
В мае 2005 года своим переходом в Либеральную партию удивляет многих депутат-консерватор Белинда Стронак. Некоторые считают, что её уход может повредить усилиям партии по привлечению избирателей-прогрессистов, в частности, в Онтарио. Другие говорят о подозрительности и своевременности решения Стронак, отмечая её назначение в совет министров сразу после ухода, который состоялся лишь за несколько дней до решающего вотума доверия Палате общин. К тому же, многие консерваторы, в том числе депутат Законодательного собрания Онтарио Боб Рансимен, сделали язвительные заявления по поводу этого события, называя Стронак, например, «щупом» (dipstick) — это стоило им осуждений в сексизме со стороны некоторых лиц, которые увидели в этом доказательство тому, что умеренность партии — лишь иллюзия. Другие, наоборот, считают, что эти речи были вовсе не проявлением сексизма, а обычным ответом на то, что было воспринято как достойное порицания предательство.
В конце августа — начале сентября 2005 года тори запускают телевизионную рекламу на всех крупных телестанциях в Онтарио, подчёркивающую их политику по таким вопросам, как здравоохранение, просвещение и семейная политика. Вся реклама показывает Стивена Харпера рассуждающим об этой политике с членами его теневого кабинета. Некоторые аналитики предсказывают тогда, что вместо того, чтобы сосредоточивать свои атаки на либералах, как они уже делали весной 2005, перед федеральными выборами 2006 консерваторы будут использовать подобную рекламу.
Опрос Ипсос-Рейда, проведённый после предоставления первого отчёта Комиссии Гомери, показал, что по народной поддержке тори шли почти голова в голову с либералами. Другой опрос, Стреджитик Каунсл, даже определял опережение консерваторами либералов. Тем не менее, опросы два дня спустя показывали уже либералов опережавшими соперников на 8 единиц.

### Федеральные выборы 2006
24 ноября 2005 года лидер официальной оппозиции Стивен Харпер вносит вотум недоверия, принятый 28 ноября при поддержке двух других оппозиционных партий (Новой демократической партии и Квебекского блока). Законодательное собрание автоматически распускается; дата выборов назначается на 23 января 2006, а избирательной кампании предстоит проходить во время праздников.
Консерваторы начинают первый месяц кампании чередой объявлений, по одному в день, включающих сокращение налога на продукты и услуги (TPS) и пособие детским садам. Эта стратегия удивляет многие СМИ, знавших по опыту, что консервативная кампания будет отрицательной и сосредоточится на скандале о финансировании; стратегия же Консервативной партии скорее заключается в предоставлении избирателям возможности самим подумать над этим вопросом. О выполнении своих основных обещаний либералы говорят во второй половине кампании, после праздников; соответственно, Харпер, преобладает на крупных заголовках в первые недели кампании, и поэтому он свободен сам определять свой образ и не позволять своим соперникам делать это за него. Несмотря на скромное вначале движение партии в опросах, личная популярность Харпера, всегда уступавшая популярности его партии, начинает быстро расти.
27 декабря 2005 года Королевская жандармерия Канады (GRC) объявляет о начале расследования по заявлению о превышении полномочий в ведомстве министра финансов Ральфа Гудэйла перед важным заявлением о налогооблагаемой базе. Раскрытие уголовного следствия и отказ Гудейла уйти в отставку преобладают на передовицах газет на последующей неделе и привлекают ещё больше внимания, когда американская Securities and Exchange Commission также объявляет о начале своего расследования. Скандал доходных баз отвлекает внимание общества от политических обещаний Либеральной партии и позволяет Консервативной партии снова вернуться к вопросу о коррупции в Либеральной партии. В начале января 2006 тори занимают ведущее положение в опросах и совершают крупный прорыв обороны противника в Квебеке, где они отстраняют либералов со второго места в опросах (после Квебекского блока).
В ответ на растущее наступление консерваторов либералы запускают серию отрицательной предвыборной рекламы, обвиняющей Харпера в укрывании доходов и похожей на нападения перед выборами 2004 года. Однако в этот раз эффект был уже не тот, движущая сила консерваторов была намного больше, чем в 2004 году; в одно мгновение они производят рост на 10 единиц. Личная популярность Харпера продолжает расти, и опросы показывают, что он не только больше достоин доверия, но и лучше Пола Мартина в качестве возможного премьер-министра. В дополнение к улучшенной дисциплине Консервативной партии, а также благодаря ей освещение консерваторов в СМИ было намного положительнее, чем в 2004. Что касается либералов, они всё более критикуются за плохое проведение их кампании и многочисленные оплошности.
23 января 2006 года консерваторы занимают 124 места против 103, полученных либералами. Эти итоги делают Консервативную партию первой по значению партией в Палате общин (насчитывающей 308 мест) и позволяют образовать правящее меньшинство. 6 февраля Стивен Харпер приведён к присяге в качестве 22-го премьер-министра Канады вместе с его советом министров.

### Федеральные выборы 2011
На выборах 2 мая 2011 года Консервативная партия Канады получила 39,6 % голосов и 166 кресел в Палате общин. Эти выборы позволили партии стать правящим большинством в Парламенте.
Консервативная партия, как часто случается, получила больше голосов и депутатов, чем предсказывали опросы перед канадскими федеральными выборами 2011 года, тогда как для других партий большинство прогнозов оказалось поразительно точными.

### Федеральные выборы 2015
На выборах 19 октября 2015 года партия заняла второе место, получив 31,89 % голосов, и перешла в оппозицию. С. Харпер ушёл в отставку с поста лидера. 5 ноября 2015 года временным лидером партии избрана Рона Эмброуз, она стала лидером официальной оппозиции в новом составе Палаты общин.

## Главы партии
- Сенатор Джон Линч-Стонтон (8 декабря 2003 — 20 марта 2004) (исполняющий обязанности)
- Д-р Грант Хилл (9 января 2004 — 20 марта 2004) (временный парламентский глава)
- Стивен Харпер (20 марта 2004 — 19 октября 2015)
- Рона Эмброуз (5 ноября 2015 — 27 мая 2017) (исполняющая обязанности)
- Эндрю Шир (27 мая 2017 — 24 августа 2020)
- Эрин О’Тул (24 августа 2020 — 2 февраля 2022)
- Кэндис Берген (исполняющая обязанности с 2 февраля 2022)
- Пьер Полиев (10 сентября 2022- н.в)

## Провинциальные отделения
Хотя Консервативная партия и не имеет ни одного официального провинциального отделения, она близко работает с бывшими отделениями Прогрессивно-консервативной партии. Местным ветвям рекомендуется сменить название на «Консервативная партия». Консервативная партия поддерживает хорошие отношения с другими консервативными образованиями, такими как Саскачеванская партия, Демократическое дело Квебека и, в некоторой степени, крайне правые члены Либералов Британской Колумбии (и это несмотря на существование Консервативной партии Британской Колумбии). Федеральные консерваторы пользуются поддержкой многих провинциальных тори. Многие провинциальные премьер-министры, в том числе Ральф Клейн из Альберты, Пэт Бинс с Острова Принца Эдуарда, Дэнни Уильямс из Ньюфаундленда и Лабрадора, Джон Хамм из Новой Шотландии и Бернард Лорд из Нью-Брансуика, в целом выразили свою поддержку новой партии. Глава провинциальной Прогрессивно-консервативной партии в Онтарио Джон Тори и бывший исполняющий обязанности главы провинциальной оппозиции Боб Рансимен заявили о своей поддержке Стивена Харпера и Консервативной партии Канады, как и Стюарт Мюррей, глава манитобской оппозиции и ПКП.
Несмотря на официальную раздробленность провинциальных партий, бумаги КПК, а также её членство могут быть получены в правлениях большинства провинциальных ПКП. На своих сетевых страницах многие из этих партий открыто имеют ссылки на сайт КПК. Также Стивен Харпер в качестве докладчика приглашался на многие съезды провинциальных прогрессивно-консервативных партий и призывает всех членов федеральной партии становиться членами своих соответствующих провинциальных консервативных партий.
| Провинциальная партия                                        | Направление                         | Провинция/Территория    |
| ------------------------------------------------------------ | ----------------------------------- | ----------------------- |
| Прогрессивно-консервативная партия Онтарио                   | Бывшее провинциальное отделение ПКП | Онтарио                 |
| Консервативная партия Британской Колумбии                    | Бывшее провинциальное отделение ПКП | Британская Колумбия     |
| Прогрессивно-консервативная партия Альберты                  | Бывшее провинциальное отделение ПКП | Альберта                |
| Прогрессивно-консервативная партия Манитобы                  | Бывшее провинциальное отделение ПКП | Манитоба                |
| Прогрессивно-консервативная партия Саскачевана               | Бывшее провинциальное отделение ПКП | Саскачеван              |
| Прогрессивно-консервативная партия Новой Шотландии           | Бывшее провинциальное отделение ПКП | Новая Шотландия         |
| Прогрессивно-консервативная партия Нью-Брансуика             | Бывшее провинциальное отделение ПКП | Нью-Брансуик            |
| Прогрессивно-консервативная партия Ньюфаундленда и Лабрадора | Бывшее провинциальное отделение ПКП | Ньюфаундленд и Лабрадор |
| Прогрессивно-консервативная партия Острова Принца Эдуарда    | Бывшее провинциальное отделение ПКП | Остров Принца Эдуарда   |
| Партия Юкона                                                 | Нет официального направления        | Юкон                    |

Либеральная партия Квебека (PLQ) не поддерживает никаких связей с какой-либо федеральной партией, даже притом, что бывший глава прогрессистов-консерваторов Жан Шаре был в 1998—2012 годах главой либералов. После того, как он стал главой PLQ, Шаре позвал многих тори времён Малруни занять важные должности в PLQ. На канадских федеральных выборах 2006 он оказал сдержанную поддержку Консервативной партии, заявив, что обещания Стивена Харпера об открытом федерализме и бюджетно-налоговой неуравновешенности были в духе того, что желал Квебек. Многие добровольцы и организаторы PLQ начали скрыто работать на консерваторов, не имеющих в Квебеке крупного учреждения. Избрание консервативного правительства было хорошо принято Жаном Шаре и министром здравоохранения Филипом Куйяром, возглавившим PLQ в 2013.
Демократическое действие Квебека (ADQ), вошедшее в 2012 году в состав Коалиции за будущее Квебека, было консервативнее трёх остальных квебекских провинциальных партий, и, хотя политика ADQ по вопросу здравоохранения, например, очень близка политике КПК, её глава Марио Дюмон отказался формально встать на сторону какой-либо федеральной партии. Однако он лично и гласно поддержал Консервативную партию на выборах 2006, что, тем не менее, не вызвало единогласия среди членов его партии.
Саскачеванская партия образовалась путём неофициального слияния Прогрессивно-консервативной партии Саскачевана с членами Либеральной партии Саскачевана, и некоторые из её членов поддерживают ЛПК, другие — КПК. Провинциальные либералы всегда выставляют кандидатов на выборах. Из-за краха прогрессистов-консерваторов вследствие усеянного скандалами правления Гранта Девайна в 1980-х годах прогрессисты-консерваторы официально ушли из политики, хотя и оставили номинальное учреждение и выставляли на выборах незначительных кандидатов, чтобы поддерживать фонды партии. Саскачеванская партия официально нейтральна в отношении федеральной политики, хотя её первый глава, Элвин Германсон, имел прямые связи с Реформистской партией и Канадским альянсом.
Либеральная партия Британской Колумбии уже была провинциальным отделением Либеральной партии Канады, но под руководством Гордона Кэмпбелла она переместилась правее и в настоящее время включает как членов, поддерживающих федеральных либералов, так и поддерживающих федеральных консерваторов. Сейчас партия официально нейтральна к федеральной политике.
Консервативная партия Британской Колумбии по-прежнему существует и ещё выставляет кандидатов на выборах, но не насчитывает ни одного представителя, избранного в провинциальное законодательное собрание. Многие видные федеральные консерваторы, участвующие в работе Консервативной партии, происходят из Британской Колумбии. Уилф Хенни, бывший глава Реформистской партии Британской Колумбии, в настоящее время занимает должность главы Консервативной партии. До этого многие прогрессисты-консерваторы поддерживали тесные связи также с Партией социального кредита Британской Колумбии.
Партия Юкона (бывшая Прогрессивно-консервативная партия Юкона) изменила название и разорвала все связи с федеральной ПКП ещё при Малруни. Её теперешний глава, юконский премьер-министр Деннис Фенти, бывший новодемократ, перешедший в руководство Партии Юкона, ещё не определился по вопросу федеральной поддержки его территориальной партии.
Некоторые из вышеназванных партий иногда поддерживают новую федеральную Консервативную партию или одного из её областных кандидатов. Однако отношения между Консервативной партией и Ральфом Клейном, прогрессивно-консервативным премьер-министром Альберты в 1992—2006 годах, были натянутыми из-за заявлений, гласно сделанных им во время последних федеральных выборов и касающихся здравоохранения и требования референдума по вопросу однополого брака. Вдобавок к напряжению в Альберте, активисты КПК частично поддерживают Партию Союза Уайлдроуз (правую), частично — прогрессистов-консерваторов (правоцентристов).